# 小渕内閣
小渕内閣（おぶちないかく）は、衆議院議員、外務大臣、自由民主党総裁の小渕恵三が第84代内閣総理大臣に任命され、1998年（平成10年）7月30日から1999年（平成11年）1月14日まで続いた日本の内閣。
小渕首相によって組閣された内閣のうち、この最初の内閣だけが自由民主党単独与党の内閣であった。また、2025年現在、単独政党による政権はこの内閣が最後となっている。

## 特徴
内閣官房長官に小渕派の野中広務を据えて、体制を固めた。経済の再生を最優先課題に掲げ、首相経験者である宮澤喜一を大蔵大臣、評論家の堺屋太一を経済企画庁長官に起用、また「総裁枠」として若手の野田聖子を郵政大臣、元東京大学総長の有馬朗人を文部大臣に抜擢した。野田は37歳で初入閣、これは当時の戦後最年少記録。外務大臣は高村正彦を起用した。また大蔵省出身の宮下創平と柳沢伯夫を厚生大臣と国土庁長官に配した。1998年の自由民主党総裁選挙で盟友の小泉純一郎ではなく、小渕を推した、山崎拓が会長の山崎派からは甘利明と関谷勝嗣の二人が労働大臣、建設大臣で入閣し、同選挙で梶山静六を応援した与謝野馨は竹下登の後押しで通商産業大臣で入閣している。この内閣から政務の内閣官房副長官が2人になり、衆議院からは鈴木宗男と参議院からは上杉光弘が就任した。自由民主党幹事長には早稲田大学雄弁会OBの仲間でもある森喜朗を起用した。臨時国会の最終日の10月16日に防衛庁調達実施本部背任事件があり、参院本会議に防衛庁長官の額賀福志郎の問責決議案が提出された。可決され、参院で不信任された閣僚が参院で答弁に立つことは認められないという理屈から額賀は小渕首相に辞表を提出した。

## 国務大臣
所属政党・出身:
  自由民主党（旧小渕派）   自由民主党（旧三塚派）   自由民主党（旧宮澤派）   自由民主党（旧河本派）   自由民主党（旧渡辺派）  自由民主党（無派閥）   中央省庁・民間
| 職名                                   | 氏名 | 氏名       | 所属                           | 特命事項等                                                            | 備考                                  |
| -------------------------------------- | ---- | ---------- | ------------------------------ | --------------------------------------------------------------------- | ------------------------------------- |
| 内閣総理大臣                           |      | 小渕恵三   | 衆議院 自由民主党 （旧小渕派） |                                                                       | 自由民主党総裁                        |
| 法務大臣                               |      | 中村正三郎 | 衆議院 自由民主党 （旧三塚派） |                                                                       |                                       |
| 外務大臣                               |      | 高村正彦   | 衆議院 自由民主党 （旧河本派） |                                                                       |                                       |
| 大蔵大臣                               |      | 宮澤喜一   | 衆議院 自由民主党 （旧宮澤派） |                                                                       |                                       |
| 文部大臣                               |      | 有馬朗人   | 参議院 自由民主党 （無派閥）   |                                                                       |                                       |
| 厚生大臣                               |      | 宮下創平   | 衆議院 自由民主党 （旧三塚派） |                                                                       |                                       |
| 農林水産大臣                           |      | 中川昭一   | 衆議院 自由民主党 （旧三塚派） |                                                                       |                                       |
| 通商産業大臣                           |      | 与謝野馨   | 衆議院 自由民主党 （旧渡辺派） |                                                                       |                                       |
| 運輸大臣                               |      | 川崎二郎   | 衆議院 自由民主党 （旧宮澤派） | 新東京国際空港担当                                                    |                                       |
| 郵政大臣                               |      | 野田聖子   | 衆議院 自由民主党 （旧河本派） |                                                                       |                                       |
| 労働大臣                               |      | 甘利明     | 衆議院 自由民主党 （旧渡辺派） | 年金問題担当                                                          |                                       |
| 建設大臣                               |      | 関谷勝嗣   | 衆議院 自由民主党 （旧渡辺派） | 土地対策担当                                                          |                                       |
| 自治大臣 国家公安委員会委員長          |      | 西田司     | 衆議院 自由民主党 （旧小渕派） |                                                                       |                                       |
| 内閣官房長官                           |      | 野中広務   | 衆議院 自由民主党 （旧小渕派） | 男女共同参画担当 阪神・淡路復興対策担当 沖縄担当 内閣総理大臣臨時代理 |                                       |
| 金融再生委員会委員長                   |      | 柳澤伯夫   | 衆議院 自由民主党 （旧宮澤派） |                                                                       | 1998年12月15日就任                    |
| 総務庁長官                             |      | 太田誠一   | 衆議院 自由民主党 （旧宮澤派） | 中央省庁改革等担当                                                    |                                       |
| 北海道開発庁長官 沖縄開発庁長官        |      | 井上吉夫   | 参議院 自由民主党 （旧小渕派） |                                                                       |                                       |
| 防衛庁長官                             |      | 額賀福志郎 | 衆議院 自由民主党 （旧小渕派） |                                                                       | 1998年11月20日辞任                    |
| 防衛庁長官                             |      | 野呂田芳成 | 衆議院 自由民主党 （旧小渕派） |                                                                       | 1998年11月20日就任                    |
| 経済企画庁長官                         |      | 堺屋太一   | 民間                           | 総合交通対策担当                                                      |                                       |
| 科学技術庁長官                         |      | 竹山裕     | 参議院 自由民主党 （旧小渕派） | 原子力委員会委員長                                                    |                                       |
| 環境庁長官                             |      | 真鍋賢二   | 参議院 自由民主党 （旧宮澤派） | 地球環境問題担当                                                      |                                       |
| 国土庁長官                             |      | 柳澤伯夫   | 衆議院 自由民主党 （旧宮澤派） | 研究・学園都市担当 首都機能移転担当                                   | 1998年10月22日解除                    |
| 国土庁長官                             |      | 井上吉夫   | 参議院 自由民主党 （旧小渕派） | 研究・学園都市担当 首都機能移転担当                                   | 1998年10月22日就任                    |
| 国務大臣                               |      | 柳澤伯夫   | 衆議院 自由民主党 （旧宮澤派） | 金融再生担当                                                          | 1998年10月22日就任 1998年12月15日解除 |
| 1. 2. 3. 4. 5. 6. 7. 8. 9. 10. 11. 12. |      |            |                                |                                                                       |                                       |

## 内閣官房副長官・内閣法制局長官
| 職名           | 氏名 | 氏名       | 担当事項 | 所属                          |
| -------------- | ---- | ---------- | -------- | ----------------------------- |
| 内閣官房副長官 |      | 鈴木宗男   | 政務担当 | 衆議院自由民主党（旧小渕派）  |
| 内閣官房副長官 |      | 上杉光弘   | 政務担当 | 参議院自由民主党 （旧小渕派） |
| 内閣官房副長官 |      | 古川貞二郎 | 事務担当 | （元厚生事務次官）            |
| 内閣法制局長官 |      | 大森政輔   |          |                               |

## 政務次官
- 法務政務次官 - 北岡秀二（参議院）
- 外務政務次官 - 町村信孝、武見敬三（参）
- 大蔵政務次官 - 谷垣禎一、中島真人（参）
- 文部政務次官 - 森田健作
- 厚生政務次官 - 根本匠
- 農林水産政務次官 - 松下忠洋、亀谷博昭（参）
- 通商産業政務次官 - 高市早苗、保坂三蔵（参）
- 運輸政務次官 - 林幹雄
- 郵政政務次官 - 佐藤剛男
- 労働政務次官 - 小山孝雄（参）
- 建設政務次官 - 遠藤利明
- 自治政務次官 - 田野瀬良太郎
- 総務政務次官 - 阿部正俊（参）
- 北海道開発政務次官 - 石崎岳
- 防衛政務次官 - 浜田靖一
- 経済企画政務次官 - 今井宏
- 科学技術政務次官 - 稲葉大和
- 環境政務次官 - 栗原博久
- 沖縄開発政務次官 - 下地幹郎
- 国土政務次官 - 谷川秀善（参）